# Jacob Pleydell-Bouverie (8e comte de Radnor)
Jacob Pleydell-Bouverie, 8e comte de Radnor (10 novembre 1927 - 10 août 2008) est un noble britannique. 

## Biographie
Il est le fils de William Pleydell-Bouverie (7e comte de Radnor) et Helena Olivia Adeane.
Il épouse Anne Garden Seth-Smith, fille de Donald Farquaharson Seth-Smith, le 8 juillet 1953 et ils divorcent en 1962. Lui et Anne ont deux fils:
- William Pleydell-Bouverie (9e comte de Radnor) (né le 5 janvier 1955)
- Peter John Pleydell-Bouverie (né le 14 janvier 1958), épouse Jane Victoria Gilmour (née en 1959), fille de Ian Gilmour (baron Gilmour de Craigmillar), en 1986.

Il se remarie à Margaret Robin Fleming, fille de Robin Fleming, en 1963 et ils divorcent en 1985. Ils ont quatre filles:
- Martha Pleydell-Bouverie (née en 1964)
- Lucy Pleydell-Bouverie (née en 1964)
- Belinda Pleydell-Bouverie (née en 1966)
- Frances Pleydell-Bouverie (née en 1973)

Il épouse, en troisièmes noces, Mary Jillean Gwenellan Eddy, fille de William Edward Montague Eddy, en 1986. Il est décédé au château de Longford en 2008.
De 1971 à 2008, il est gouverneur de l'hôpital français de Rochester, Kent. Les comtes successifs de Radnor ont été gouverneurs de l'hôpital du XVIIIe siècle à 2015.